# Paral·lel 67° nord
El paral·lel 67° nord és una línia de latitud que es troba a 67 graus nord de la línia equatorial terrestre. Travessa Europa, Àsia, l'Oceà Pacífic, Amèrica del Nord l'oceà Atlàntic.

## Geografia
En el sistema geodèsic WGS84, al nivell de 67° de latitud nord, un grau de longitud equival a 43,620 km; la longitud total del paral·lel és de 15.703 km, que és aproximadament 39,2% de la de l'equador, del que es troba a 7.434 km i a 2.568 km del pol Nord.
Com tots els altres paral·lels a part de l'equador, el paral·lel 67° nord no és un cercle màxim i no és la distància més curta entre dos punts, fins i tot si es troben al mateix latitud. Per exemple, seguint el paral·lel, la distància recorreguda entre dos punts de longitud oposada és 7.852 km; després d'un cercle màxim (que passa pel Pol Nord), només és 5.136 km.

## Durada del dia
En aquesta latitud, el sol és visible durant 24 hores i 0 minuts a l'estiu, i 1 hores i 30 minuts en solstici d'hivern.

## Arreu del món
Començant al meridià de Greenwich i dirigint-se cap a l'est, el paral·lel 67º passa per:
| Coordenades                               | País, territori o mar | Notes |
| ----------------------------------------- | --------------------- | --- |
| 67° 0′ N, 0° 0′ E / 67.000°N,0.000°E      | Oceà Atlàntic         | Mar de Noruega |
| 67° 0′ N, 13° 52′ E / 67.000°N,13.867°E   | Noruega               | Nordland |
| 67° 0′ N, 6° 16′ E / 67.000°N,6.267°E     | Suècia                | |
| 67° 0′ N, 23° 47′ E / 67.000°N,23.783°E   | Finlàndia             | |
| 67° 0′ N, 29° 5′ E / 67.000°N,29.083°E    | Rússia                | |
| 67° 0′ N, 41° 20′ E / 67.000°N,41.333°E   | Mar Blanc             | |
| 67° 0′ N, 44° 23′ E / 67.000°N,44.383°E   | Rússia                | Península de Kanin |
| 67° 0′ N, 45° 41′ E / 67.000°N,45.683°E   | Mar de Barents        | Badia de Txeixa |
| 67° 0′ N, 47° 43′ E / 67.000°N,47.717°E   | Rússia                | |
| 67° 0′ N, 71° 55′ E / 67.000°N,71.917°E   | Golf de l'Obi         | |
| 67° 0′ N, 73° 53′ E / 67.000°N,73.883°E   | Rússia                | |
| 67° 0′ N, 172° 28′ O / 67.000°N,172.467°O | Mar dels Txuktxis     | |
| 67° 0′ N, 162° 51′ O / 67.000°N,162.850°O | Estats Units          | Alaska |
| 67° 0′ N, 141° 0′ O / 67.000°N,141.000°O  | Canadà                | Yukon Territoris del Nord-oest – passa a través del punt més septentrional del Gran Llac dels Ossos Nunavut                                  |
| 67° 0′ N, 81° 36′ O / 67.000°N,81.600°O   | Conca de Foxe         | |
| 67° 0′ N, 72° 49′ O / 67.000°N,72.817°O   | Canadà                | Nunavut – Illa de Baffin |
| 67° 0′ N, 62° 2′ O / 67.000°N,62.033°O    | Estret de Davis       | |
| 67° 0′ N, 53° 40′ O / 67.000°N,53.667°O   | Groenlàndia           | Glacera de Russell |
| 67° 0′ N, 34° 0′ O / 67.000°N,34.000°O    | Kialernup Kangerlua   | Passa al sud de Cap Warming |
| 67° 0′ N, 33° 44′ O / 67.000°N,33.733°O   | Oceà Atlàntic         | Estret de Dinamarca · Mar de Groenlàndia — passa al sud de Kolbeinsey, Islàndia (a 67° 8′ N, 18° 41′ O / 67.133°N,18.683°O) · Mar de Noruega |